# Marmosops handleyi
Marmosops handleyi là một loài động vật có vú trong họ Didelphidae, bộ Didelphimorphia. Loài này được Pine mô tả năm 1981.